# Glòria Marcos
Pour les articles homonymes, voir Marcos.
Ángeles Glòria Marcos i Martí, née le 8 avril 1950 à Valence, est une femme politique membre d'Esquerra Unida del País Valencià (EUPV).
Elle est députée aux Corts valenciennes entre 2007 et 2009.